# Stade Shah Alam
 (avril 2025).
Si vous disposez d'ouvrages ou d'articles de référence ou si vous connaissez des sites web de qualité traitant du thème abordé ici, merci de compléter l'article en donnant les références utiles à sa vérifiabilité et en les liant à la section « Notes et références ».
Le stade Shah Alam est un stade omnisports situé à Shah Alam en Malaisie dont le club résident est le Selangor FA.
Le stade dispose d'une capacité de 80 372 spectateurs. Il est le deuxième plus grand stade de Malaisie, derrière le Stade national Bukit Jalil.

## Événements
- Finale de la Coupe de Malaisie en 1994, 1995, 1996, 1997, 2000, 2011, 2012 et 2013
- Coupe d'Asie des nations de football 2007
- AFF Suzuki Cup 2012